# Pädagogische Hochschule Zug
Die Pädagogische Hochschule Zug (PH Zug) ist eine eigenständige Pädagogische Hochschule mit Standort in Zug. Die PH Zug ist die erste Hochschule des Kantons Zug.

## Geschichte
Die PHZ Zug war eine Teilschule der Pädagogischen Hochschule Zentralschweiz (PHZ), die neben Zug auch die Standorte Luzern und Schwyz umfasste. Die Trägerschaft der PHZ Zug wurde bei ihrer Gründung im Jahr 2003 vom Kanton Zug den Schulen St. Michael Zug übertragen.
Studierende des Diplomstudiums Sekundarstufe (SEK I) absolvierten an der PHZ Zug das Grundstudium und wechselten für das Hauptstudium an die PHZ Luzern.
Seit 1. August 2013 wird die PHZ Zug unter dem neuen Namen PH Zug (Pädagogische Hochschule Zug) weitergeführt, da die Hochschul-Trägerschaft auf diesen Zeitpunkt hin vom PHZ-Konkordat der sechs zentralschweizerischen Kantone auf den Kanton Zug übergegangen ist.

## Angebot
Der vierfache Leistungsauftrag der PH Zug umfasst Ausbildung, Weiterbildung, Dienstleistungen und Beratung sowie Forschung und Entwicklung.
Das dreijährige Diplomstudium ermöglicht einen Bachelorabschluss für Kindergarten/Unterstufe (KU) oder für die Primarstufe (PS). Die PH Zug bietet zudem Diplomerweiterungsstudien für bereits ausgebildete Lehrpersonen (DS) sowie einen Vorbereitungskurs für Quereinsteigende an, der sich an Personen richtet, welche die notwendigen Zugangsvoraussetzungen noch nicht erfüllen.
Das Leistungsangebot umfasst zudem Weiterbildungen (Kurse) und Zusatzausbildungen (CAS, DAS und MAS). Das Angebot ermöglicht Lehrpersonen, ihre Fach-, Methoden-, Selbst- und Sozialkompetenz zu erweitern und sich gezielt Wissen auf einem neuen Gebiet anzueignen.

## Forschung
An der PH Zug ist ein Forschungs- und Entwicklungsinstitut und ein Zentrum angesiedelt:
- Institut für internationale Zusammenarbeit in Bildungsfragen IZB
- Zentrum Mündlichkeit ZM

Die Schwerpunktthemen des Instituts für internationale Zusammenarbeit in Bildungsfragen IZB sind Entwicklungszusammenarbeit und Interkulturalität im Bildungsbereich. Das Institut erbringt Dienstleistungen für Bildungsinstitutionen und -verwaltungen sowie für Institutionen, die in der Entwicklungszusammenarbeit tätig sind.
Das Zentrum Mündlichkeit ZM fördert die mündlichen Sprachkompetenzen Sprechen, Zuhören und Gespräche führen im schulischen Kontext.